# Eugenia colipensis
Eugenia colipensis är en myrtenväxtart som beskrevs av Otto Karl Berg. Eugenia colipensis ingår i släktet Eugenia och familjen myrtenväxter. IUCN kategoriserar arten globalt som sårbar. Inga underarter finns listade i Catalogue of Life.